# Luxemburgs
Luxemburgs of Letzeburgs (Lëtzebuergesch) is een taal die in ruimere zin – als variant binnen het Moezelfrankisch – wordt gesproken in het Groothertogdom Luxemburg, rond Aarlen (Frans: Arlon, Luxemburgs: Arel), en in het noorden van Lotharingen, rond Thionville (Luxemburgs: Diddenuewen). In deze gebieden samen spreken ongeveer 300.000 personen Luxemburgs. Daarnaast wordt de taal in België rond Sankt Vith (Luxemburgs: Zënt-Vaït) gesproken, in het oostelijk deel van de Belgische provincie Luxemburg en in een klein stuk van Duitsland, namelijk de westelijke Eifel, rond Bitburg (Luxemburgs: Béibreg). Deze taal heet in Luxemburg Lëtzebuergesch en wordt door de inheemse bevolking van het Groothertogdom Luxemburg in het dagelijks leven als omgangstaal gebruikt en door een aanzienlijk deel van de daar woonachtige buitenlanders verstaan. In Luxemburg is de taal als algemene omgangstaal en als officiële taal erkend, nochtans in die functie weinig gebruikt. Het Luxemburgs is buiten Luxemburg in en rond Aarlen en Thionville alleen bij de oudere generatie nog in onderling gebruik.
Door de onaangename herinneringen aan de Duitse bezetting in de Tweede Wereldoorlog willen veel Luxemburgers hun taal geen Duits dialect meer noemen. Zij vinden dat Luxemburgs als een aparte taal moet worden beschouwd en hebben daarvoor de erkenning gekregen. De schrijfwijze van het Luxemburgs, die taalhistorisch bij het Duits zou moeten aansluiten, is daarom na de oorlog aangepast aan de Franse klankweergave, zie de voorbeelden hieronder. Nu zijn de verschillen met het Hoogduits inderdaad zo groot dat wie alleen Hoogduits kent (grote) moeite heeft om Luxemburgs te verstaan. Aan de andere kant zijn de verschillen tussen Luxemburgs en Hoogduits geringer dan tussen bijvoorbeeld de standaardtalen Nederlands (een vorm van Nederfrankisch) en Duits (eigenlijk een gestandaardiseerde vorm van Hoogduits). Zelfstandige naamwoorden worden in het Luxemburgs met een hoofdletter geschreven.

## Classificatie

– Het Duitse taallandschap –
De periferie van het Duits

Het Luxemburgs is een Middelduitse en daarmee ook Hoogduitse variëteit van Middelfrankische stam. Sommige classificaties brengen het onder bij het Moezelfrankisch. Samen met het Ripuarisch en het Rijnfrankisch vormt het Moezelfrankisch de westelijke groep van de Middelduitse dialecten. Het Luxemburgs heeft vele eigenaardigheden, zowel op het niveau van de woordenschat als dat van de syntaxis. Bovendien is het sterk beïnvloed door een Romaans superstraat: ongeveer 5.000 woorden van Franse oorsprong zijn opgenomen in het Luxemburgs.
De oostelijke grens van het Luxemburgse taalgebied is de isoglosse of klankgrens op/auf (de zogenaamde Bad Hönninger linie, een klankverschuiving op het woordeinde die het Luxemburgse Frankisch onderscheidt van het Moezelfrankisch). In het zuiden en het westen grenst het Luxemburgs aan Romaanse talen (Lotharings en Waals).
Klankverschuivingen: het Luxemburgse taalgebied ligt in de zogenaamde "Rheinische Fächer" (Rijnlandse waaier; zie ook artikel: Benrather Linie), een in het westen van het Duitse taalgebied gelegen, vrij brede overgangszone tussen de Hoogduitse dialecten enerzijds en de Laagduitse (en Nederlandse) dialecten anderzijds. Onderstaande tabel toont de positie van het Luxemburgs ten opzichte van de belangrijkste isoglossen (klankgrenzen). Het Standaardnederlands en -duits fungeren als ijkpunten. Respectievelijk zijn zij een voorbeeld van een variant die geen enkele van deze klankverschuivingen heeft ondergaan en één die ze allemaal heeft ondergaan. Het Kölsch, dat nauw aan het Luxemburgs verwant is, is een vorm van Ripuarisch en daarmee eveneens een Middelfrankische variant.
| ligging         | ligging                             | Nederlands | Limburgs (Midden en Zuid: Weert, Roermond, Sittard, Maastricht, Heerlen) | Ripuarisch (Limburgs Zuid-Oost: Kerkrade, Vaals) | Ripuarisch: Keuls | Luxemburgs                            | Duits    |
| --------------- | ----------------------------------- | ---------- | ------------------------------------------------------------------------ | ------------------------------------------------ | ----------------- | ------------------------------------- | -------- |
| ten zuiden van  | de Uerdinger linie (ik > ich)       | ik         | ich of iech                                                              | iech of iesj                                     | iech of iesj      | ech                                   | ich      |
| ten zuiden van  | de Benrather linie (maken > machen) | maken      | make                                                                     | maache                                           | maache            | maachen                               | machen   |
| ten zuiden van  | de Bad Honnefer linie (dorp > Dorf) | dorp       | Dörp                                                                     | Dörp                                             | Dörp              | Duerf                                 | Dorf     |
| doorkruist door | de Linzer linie (tussen > zwischen) | tussen     | tussche(tösje)                                                           | zwösche (tswösje)                                | zwesche           | tëschent (noorden) zwëschent (zuiden) | zwischen |
| ten noorden van | de Bad Hönninger linie (op > auf)   | op         | op                                                                       | op                                               | op                | op                                    | auf      |
| ten noorden van | de Bopparder linie (korf > Korb)    | korf       | Korrev of Kurrev                                                         | Korrev of Kurrev                                 | Korv              | Kuerf                                 | Korb     |
| ten noorden van | de Sankt Goarer linie (dat > das)   | dat        | dat of det                                                               | dat                                              | dat               | dat                                   | das      |
| ten noorden van | de Speyerer linie (appel > Apfel)   | appel      | Appel                                                                    | Appel                                            | Appel             | Apel                                  | Apfel    |

## Verspreiding
Luxemburgse varianten worden in twee landen gesproken (Luxemburg en België), daardoor hebben ze hun eigen kenmerken gekregen. Vooral in Luxemburg zelf is er sprake van dialectverschillen.

### Luxemburgs in Luxemburg
In Luxemburg heeft het Luxemburgs in 1984 de status van officiële taal gekregen. Het is een van de drie officiële talen van Luxemburg, naast het Duits en het Frans. 250.000 mensen hebben het Luxemburgs als eerste taal, ongeveer 50.000 als tweede taal. Het is voor de meeste Luxemburgers de moedertaal en speelt een grote rol in de media, het onderwijs en het openbaar bestuur op lager en lokaal niveau. In het hoger onderwijs en de politiek domineert het Frans. In de overige, formelere, sectoren van het openbare leven wordt daarnaast ook het Duits gebruikt, maar dan vooral als geschreven taal. Het Luxemburgs dient in het algemeen als informele omgangstaal, en komt sinds midden jaren 70 op plaatsnaamborden voor. In 2025 werd een plan voorgesteld om het Luxemburgs een nog grotere rol toe te bedelen in het openbare leven.
In tegenstelling tot veel andere minderheidstalen, waarvan het gebruik door jongere generaties vaak sterk terugloopt, handhaaft het Luxemburgs zich goed. In sommige opzichten breidt het gebruik zich zelfs uit: zo wordt in het Luxemburgse parlement geleidelijk aan vaker Luxemburgs gesproken. Ook verkiezingsaffiches, straatnaamborden enz. worden steeds vaker in het Luxemburgs gesteld. Daar staat tegenover dat door het grote aantal Franstalige buitenlanders het Luxemburgs vooral in de hoofdstad terrein verliest aan het Frans. Het Luxemburgs speelt geen rol bij de verschillende Europese instellingen waar het Frans en Engels, en in mindere mate het Duits, domineren. De regering heeft aan het Luxemburgs wel een centrale rol toebedeeld in het verwerven van de Luxemburgse nationaliteit. Naast een burgerschapstest dient de aanvrager ook een taaltest van het Luxemburgs af te leggen, de zogenaamde Sproochentest. Het niveau dat dient behaald te worden, komt overeen met een niveau B1.

### Luxemburgs in België

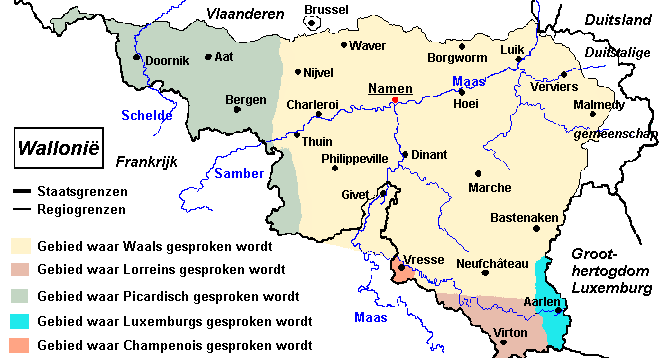
– Het Waalse taallandschap –
De streektalen van Wallonië

In Land van Aarlen, rond de Belgische stad Aarlen (Arlon) wordt van oudsher Luxemburgs gesproken. Het gebruik van de taal zou echter beginnen teruglopen vanaf het midden van de 19e eeuw, eerst in Aarlen zelf dat door zijn rol als provinciehoofdstad een instroom kreeg van eentalig Franssprekenden (ambtenaren, militairen, spoorwegpersoneel etc) en de rol van het Frans als enige officiël taal, vanaf 1880 ook in de gemeenten Aubange en Athus door inwijking van arbeiders voor de staalindustrie die toen ontstond. In de landelijke dorpen bleef het Luxemburgs ondertussen gesproken door de overgrote meerderheid van de bevolking. De grote terugval kwam er als gevolg van de Duitse oorlogsmisdaden en bezettingen tijdens beide wereldoorlogen. Vele inwoners wensten op basis van hun Luxemburgs taalgebruik niet geassocieerd te worden met het Duits of Duitsland wat tot uiting kwam in de resultaten van de laatst gehouden talentelling in 1947. De oprichting in 1976 van de vereniging Arelerland a Sprooch, de erkenning van het Luxemburgs als officiële taal in het Groothertogdom in 1984 en de economische bloei in het buurland hebben voor een zekere kentering gezorgd. In 1990 heeft de Franse Gemeenschap het Luxemburgs onder de naam Francique (Frankisch) als regionale taal erkend, zonder dat dit echter geleid heeft tot het toekennen van enige rechten voor het gebruik ervan in het openbaar leven (administratie, onderwijs etc.) Op gemeentelijk vlak zijn er een aantal stappen gezet zoals het invoeren van tweetalige straatnaambordjes (Frans en Luxemburgs). Vele van de Belgische grensarbeiders die dagelijks naar Luxemburg pendelen hebben ondertussen gebruik gemaakt van de taalopleiding die door Arelerland a Sprooch georganiseerd worden om de taal onder de knie te krijgen. Sinds 2023 worden in Attert ook de Luxemburgse dorpsnamen aangeduid.

### Interne variatie
Het Luxemburgs kent verschillende dialectvormen, waaronder het Areler (rond Aarlen), Eechternoacher (Echternach), Kliärrwer (Clervaux), Miseler (de Moezel), Stater (Luxemburg), Veiner (Vianden), Minetter (in het zuiden van Luxemburg) en Weelzer (rond Wiltz). Tussen dorpen kunnen er ook (kleinere) woordenschat- en klankverschillen optreden.
De toenemende mobiliteit van de bevolking en het taalgebruik op radio en televisie leiden ertoe dat het Luxemburgs langzaamaan gestandaardiseerd wordt door de vorming van een Lingua Franca.

## Standaardisatie

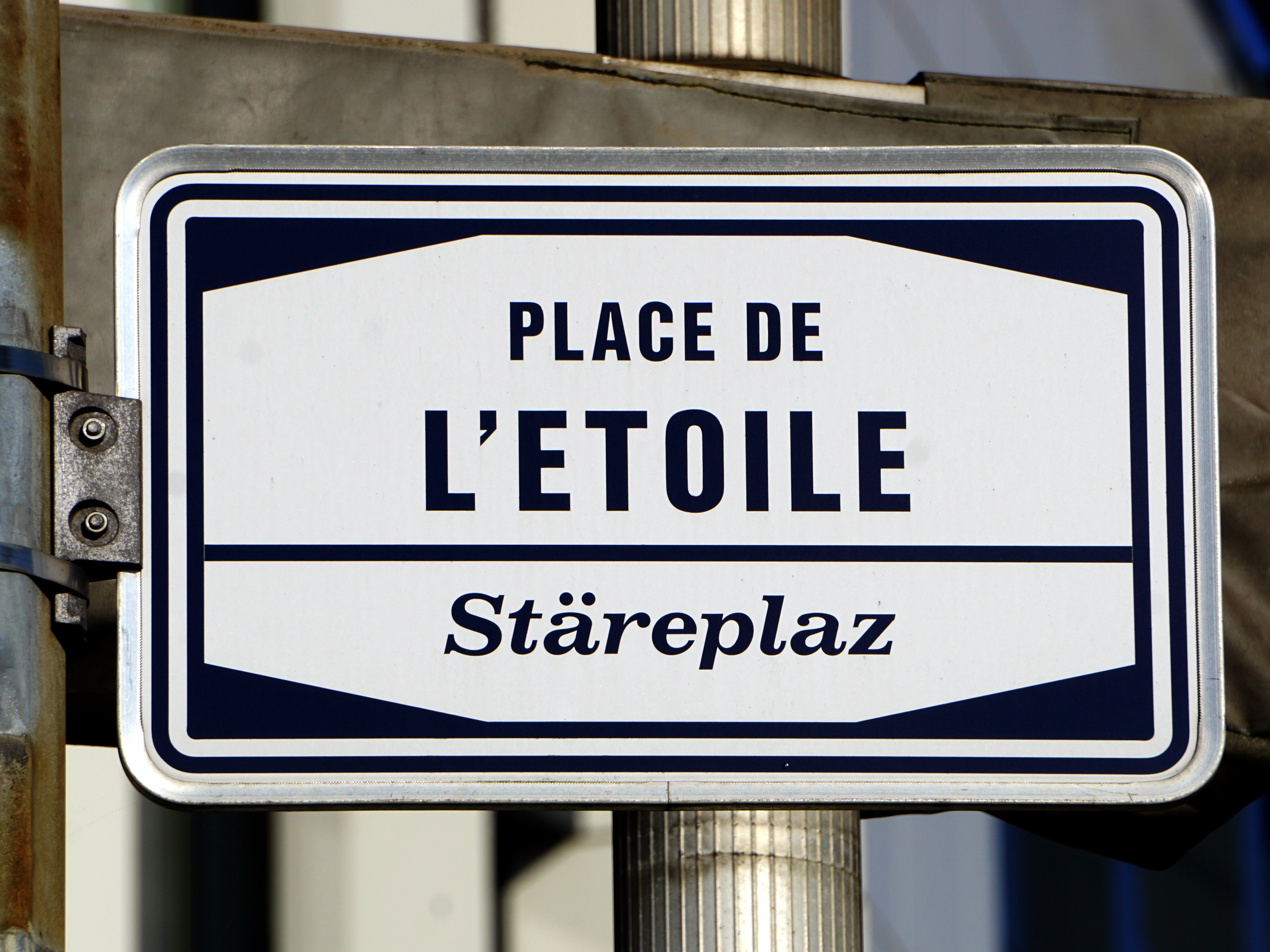
Tweetalig Frans-Luxemburgs straatnaambord

Sinds het midden van de 19e eeuw zijn er verschillende voorstellen gedaan om de spelling van het Luxemburgs te standaardiseren. Geen van deze systemen was officieel erkend, tot de "OLO" (ofizjel lezebuurjer ortografi) aangenomen werd op 5 juni 1946. Deze spelling bood een raamwerk waarbinnen sprekers van alle Luxemburgse variëteiten de woorden konden schrijven zoals ze die zelf uitspraken, eerder dan een enkelvoudige standaardspelling voor elk woord op te leggen. De regels verwierpen uitdrukkelijk verscheidene elementen van de Duitse spelling (bijvoorbeeld het gebruik van "ä" en "ö" en hoofdletters voor zelfstandige naamwoorden). Op dezelfde manier werden er nieuwe beginselen uitgewerkt voor de spelling van Franse leenwoorden.
- fiireje, rééjelen, shwèzt, veinejer (vgl. Duits vorigen, Regeln, schwätzt, weniger)
- bültê, âprê, Shaarel, ssistém (vgl. Frans bulletin, emprunt, Charles, système)

Deze voorgestelde spelling verschilde zodanig van de bestaande "buitenlandse" standaarden waarmee de bevolking vertrouwd was, dat ze nooit algemene steun verwierf.
Een meer succesvolle standaard kwam voort uit het werk van het comité van specialisten dat belast was met het opstellen van het Luxemburger Wörterbuch, in vijf volumes uitgebracht tussen 1950 en 1977. Bij de naoorlogse spellingsstandaardisatie werd in eerste instantie gekozen voor een spelling die zich tegenover die van het Hoogduits profileerde en aansluiting zocht bij het Frans. De spellingconventies die aangenomen werden voor dit decennia durende project, legden de basis voor de standaardspelling die officieel werd op 10 oktober 1975. Enkele aanpassingen aan deze standaard werden voorgesteld door het Conseil permanent de la langue luxembourgeoise en officieel aangenomen bij de spellinghervorming van 30 juli 1999. Een gedetailleerde uitleg bij de huidige Luxemburgse spelling kan men vinden in Schanen & Lulling (2003).

## Verschillen tussen Luxemburgs en Hoogduits
Het Luxemburgs wijkt van het Hoogduits af door
1. een aantal klankverschuivingen
2. de vele Franse leenwoorden
3. enkele grammaticale verschillen

### Klankverschuivingen
Klankverschuivingen: het Luxemburgse taalgebied ligt in de zogenaamde "Rheinische Fächer" (Rijnlandse waaier), een in het westen van het Duitse taalgebied gelegen, vrij brede overgangszone tussen de Hoogduitse dialecten enerzijds en de Laagduitse (en Nederlandse) dialecten anderzijds.
De meeste medeklinkerverschuivingen van de Hoogduitse dialecten komen in het Luxemburgs ook voor.
Bijvoorbeeld: Waasser in plaats van water, ech in plaats van ik, zéng (uitgespr. tseng) in plaats van tien
Maar de verschuiving van p naar pf heeft het Luxemburgs niet meegemaakt:
Päerd in plaats van Pferd (ook in Limburgs: Päerd) – Appel in plaats van Apfel
Ook bestaan er veel klinkerverschuivingen tussen Hoogduits en Luxemburgs.
- "Nuecht" (spr. uit: Noe-esjt) in plaats van "Nacht"
- "Owend" in plaats van "Abend" (Limburgs: "Ovvend" of "Aovend")
- "Kierch" in plaats van "Kirche"
- "iwwer" in plaats van "über" (Limburgs: "uvver", "euver" of "uuëver")

### Franse leenwoorden
Sommige Franse leenwoorden zijn op een merkwaardige manier verbasterd, zoals Präbeli (parapluie).
Hoewel er ook in de dagelijkse spreektaal veel Franse leenwoorden voorkomen, zijn die wel heel erg talrijk in het taalgebruik van de politici:
Bijvoorbeeld:
D'Projet de Loi ass vun der Chamber votéiert gin — Het wetsvoorstel is door de kamer goedgekeurd
(vergelijk: Le projet de loi a été voté par la Chambre)

### Grammaticale verschillen
De belangrijkste grammaticale verschillen met het Hoogduits:
1. het Luxemburgs kent geen genitivus. In plaats van "Das Haus meines Vaters" zegt men in het Luxemburgs ofwel "D'Haus vu mengem Papp" ofwel "Mengem Papp säin Haus" (mijn vader zijn huis)
2. met uitzondering van een twaalftal van de meest gebruikte werkwoorden kent het Luxemburgs geen onvoltooid verleden tijd. In plaats daarvan wordt de voltooid tegenwoordige tijd gebruikt. Dit is een kenmerk dat Luxemburgs deelt met de Zuidwest-Duitse dialecten (Elzassisch, Zwabisch, Zwitserduits). Ook het Afrikaans en het Jiddisch hebben dit kenmerk.
ik werk — ech schaffen (Limburgs: Ich/iech sjaf (schaff, Duitse schrijfwijze))
ik werkte — ech hunn geschafft (limburgs: ich hub gesjaf)
3. om de passieve vorm weer te geven, gebruikt het Luxemburgs niet zoals in het Nederlands of Hoogduits het hulpwerkwoord "worden" ("werden"), maar het werkwoord "ginn" ("geven"/"geben").

## Vormleer

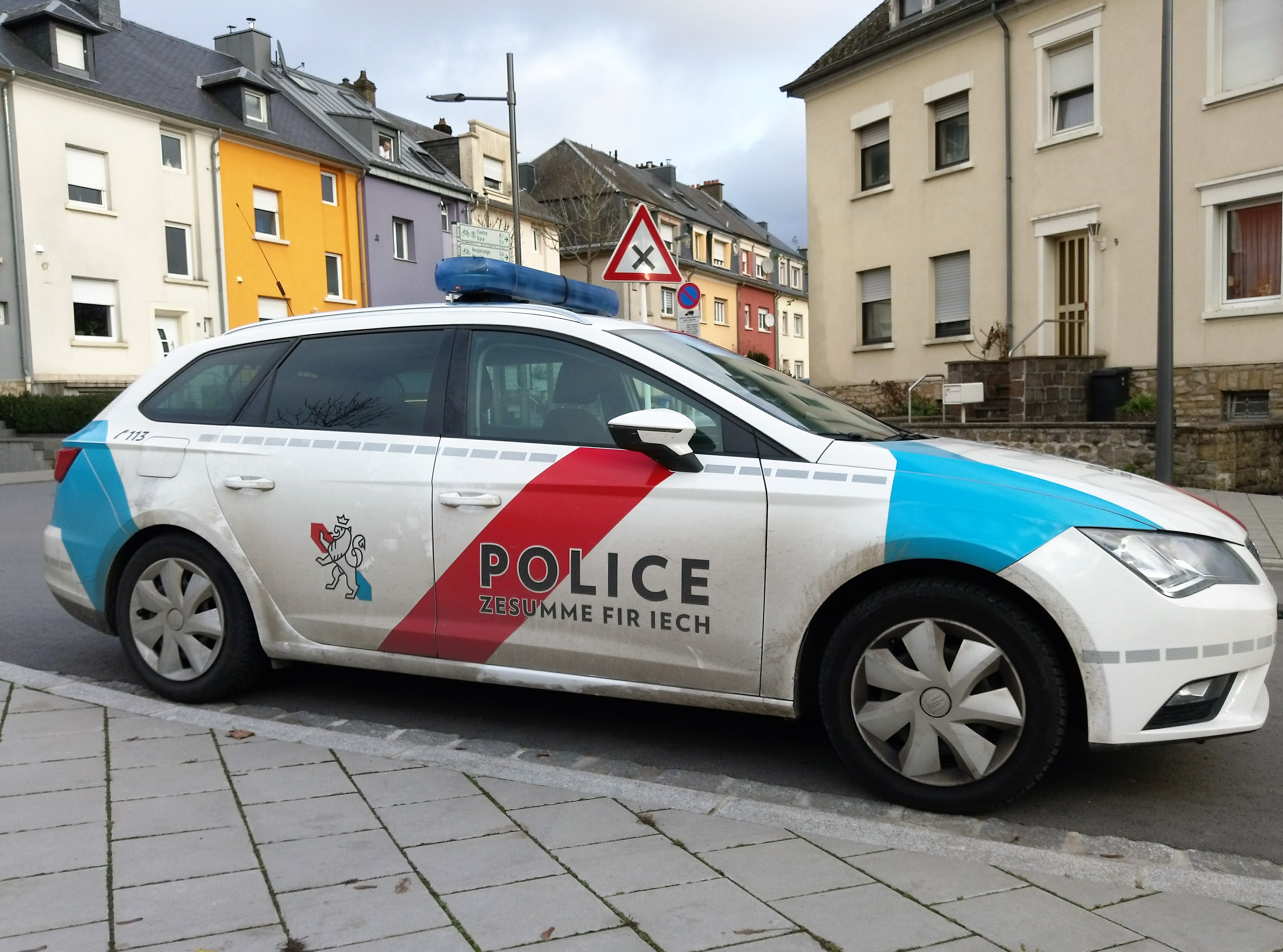
Zesumme fir iech (Samen voor jullie) op een Luxemburgse politieauto.

In het Luxemburgs wordt op een bijzondere manier met het zelfstandig naamwoord, bijvoeglijk naamwoord en werkwoorden omgegaan.

### Zelfstandig naamwoord
Omdat het Luxemburgs veel verwantschap heeft met het Duits, heeft het een naamvallensysteem. Daarbij spelen de geslachten een rol, net zoals in vele Zuid-Nederlandse streektalen en Duits.

#### Naamvallen

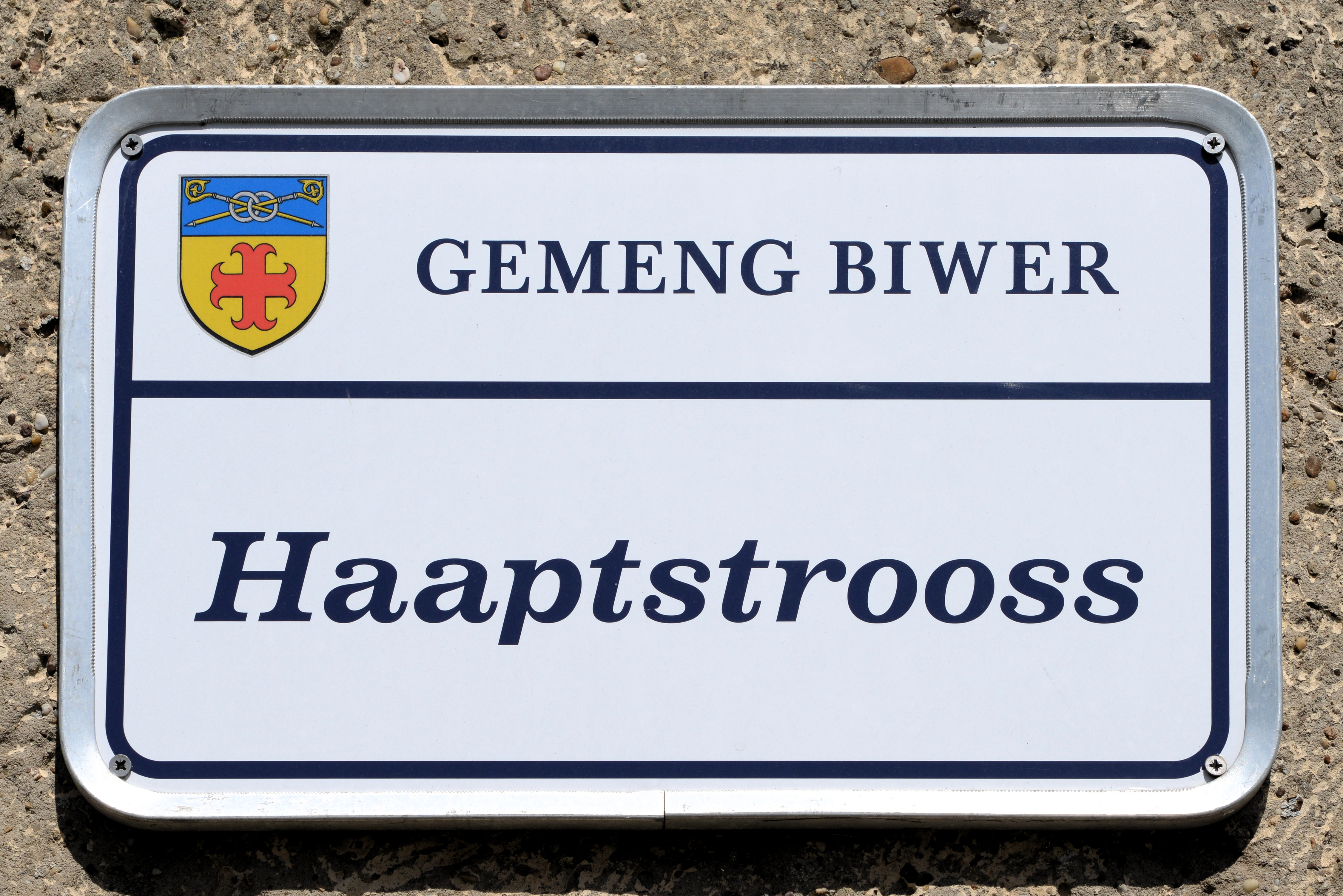
Luxemburgs straatnaambord in Biwer

Zoals het Duits kan het Luxemburgs naamvallen aangeven door het lidwoord den/en, het aanwijzend of bezittelijk voornaamwoord, bijvoorbeeld mäin ("mijn"; Duits: mein), dësen ("deze"; Duits: diesen), keen ("geen"; Duits: kein), of door een bijgesteld adjectief. In het Luxemburgs zijn er nog drie naamvallen in gebruik: de accusatief, die – zoals in het Nederlands – de functie van de nominatief heeft overgenomen, de datief en – in sommige vaste uitdrukkingen – de genitief. De nominatief leeft voort in de persoonlijke voornaamwoorden en in enkele versteende naamwoordgroepen, zoals der Däiwel ("de duivel") of eisen Härgott ("onze Heer God"). Als men bij andere woordsoorten over "nominatief" spreekt, dan is dat uit het oogpunt van de historische grammatica een accusatief.
Aangezien de genitief niet uitgedrukt wordt, drukt men bezitsrelaties – zoals in het Nederlands – uit met een omschrijving. Concreet gaat het om een combinatie van een datief en een bezittelijk voornaamwoord. In het Duits wordt dit procedé Genitivumschreibung genoemd, in het Engels periphrastic genitive. Het komt ook voor in spreektalig en dialectaal gekleurd Duits en Nederlands. Enkele zeldzame uitzonderingen waarin de genitief bewaard is, omvatten:
- Ufanks der Woch ("in het begin van de week"; Limburgs: "Aanvank van de waek (woche/weisj Kerkrade/Vaals)"; Duits: Anfang der Woche)
- Enn des Mounts ("op het einde van de maand"; Limburgs: "Enj van de Moantj"; Duits: Ende des Monats)

Een voorbeeld van de Genitivumschreibung is de volgende woordgroep:
- dem Mann säi Buch ("het boek van de man / de man z'n boek")

Een bijzonderheid van het Luxemburgs is de frequente aanvulling van familienamen met een -s, -sen of -schen als ze voor een voornaam staan, waardoor een genitiefconstructie gemaakt wordt. Deze vorm is ook in het Duits vrij gebruikelijk, althans in verheven taalgebruik.
Het enkelvoud is steeds ongemarkeerd, dat wil zeggen er is alleen een meervoudsuitgang, maar geen enkelvoudsuitgang. In het meervoud maakt men geen onderscheid tussen de geslachten.

#### Geslachten
Zoals in het Duits en in vele (vooral zuidelijke) Nederlandse streektalen drukken de Luxemburgse lidwoorden drie geslachten uit: mannelijk (den), vrouwelijk (d’) en onzijdig (d’). Het grammaticale geslacht van leenwoorden is in het Luxemburgs meestal gelijk aan dat van het overeenkomende woord in de brontaal, bijvoorbeeld d’ Gare ("het station"; Frans: la gare). Erfwoorden hebben normaal hetzelfde geslacht als in het Duits en Nederlands d’ Bréck ("de brug"; Duits: die Brücke). Net als in andere talen stemt het grammaticaal geslacht niet noodzakelijk overeen met het natuurlijk geslacht. Een handig hulpmiddel kan het Duits zijn, aangezien Duitse woorden die op een -e eindigen, meestal vrouwelijk zijn: d’Kaz ("de kat"; Duits: die Katze), d’Bei ("de bij"; Duits: die Biene), d’Blumm ("de bloem"; Duits: die Blume).

### Voornaamwoorden

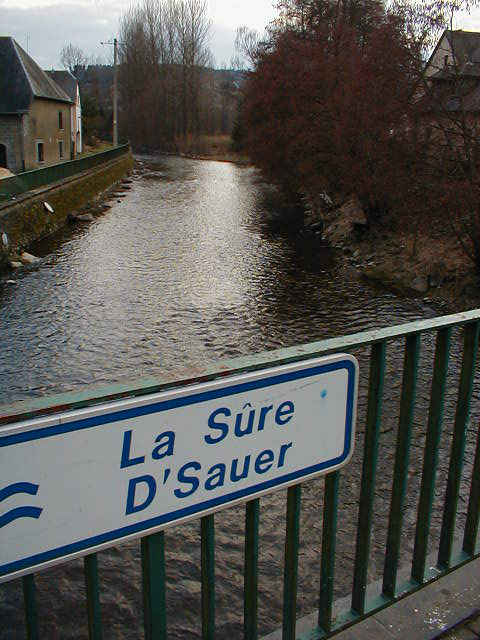
Tweetalig Frans-Luxemburgs bord in het Belgische Martelange

In onderstaande tabel staan de persoonlijke voornaamwoorden. Merk op dat hier het onderscheid nominatief-accusatief behouden blijft. De vormen tussen haakjes zijn de onbeklemtoonde vormen.
|           | nominatief | accusatief | datief      |
| --------- | ---------- | ---------- | ----------- |
| 1 enk.    | ech        | mech       | mir (mer)   |
| 2 enk.    | du (de)    | dech       | dir (der)   |
| 3 enk. m. | hien (en)  | hien (en)  | him (em)    |
| 3 enk. v. | si (se)    | si (se)    | him (er)    |
| 3 enk. o. | hatt (et)  | hatt (et)  | him (em)    |
| 1 mv.     | mir (mer)  | äis/eis    | äis/eis     |
| 2 mv.     | dir (der)  | iech       | iech        |
| 3 mv.     | si (se)    | si (se)    | hinnen (en) |

Vergelijk het voor de aardigheid met het Zuid-Limburgs. Vooral nominatief en accusatief vertonen veel overeenkomst met Luxemburgs:
|           | nominatief  | accusatief | datief                                                     |
| --------- | ----------- | ---------- | ---------------------------------------------------------- |
| 1 enk.    | ich         | mich       | mich                                                       |
| 2 enk.    | doe (te/de) | dich       | dich [doe in Limburgs=du in Luxemburgse schrijfstijl]      |
| 3 enk. m. | hae (er)    | häöm ('m)  | häöm ('m)                                                  |
| 3 enk. v. | zie (ze)    | zie (ze)   | häör ('r/d'r) [zie in Limburgs = si in Luxemburgs]         |
| 3 enk. o. | hut (ut)    | hut (ut)   | hut (ut) ['hut' in Limburgs = nagenoeg hatt in Luxemburgs] |
| 1 mv.     | vier (v'r)  | os/oos     | os/oos                                                     |
| 2 mv.     | gier (g'r)  | uch        | uch                                                        |
| 3 mv.     | zie (ze)    | hun        | hun                                                        |

De 2e persoon meervoud wordt ook gebruikt als een beleefdheidsvorm (zoals het Franse vous, zie ook tutoyeren); in dat geval wordt het voornaamwoord met een hoofdletter geschreven. Naar vrouwen en meisjes kan ook verwezen worden met vormen van het onzijdige (!) voornaamwoord hatt:
- Dat ass d'Nathalie. Hatt ass midd, well et vill a sengem Gaart geschafft huet. ("Dat is Natalie. Zij is moe omdat ze veel in haar tuin gewerkt heeft.")

Onderstaande twee tabellen geven een overzicht van de lidwoorden en de belangrijkste voornaamwoorden.
| nominatief/accusatief      |           |            |           |          |     |
|                            | enkelvoud | enkelvoud  | enkelvoud | meervoud |     |
| mannelijk                  | onzijdig  | vrouwelijk |           | meervoud |     |
| bepaald lidwoord           | den       | d          | d         | d        |     |
| aanw. vnw. (die)           | deen      | dat        | déi       | déi      |     |
| aanw. vnw. (deze)          | dësen     | dëst       | dës       | dës      |     |
| onbepaald lidwoord         | en        | en         | eng       | —        |     |
| ontkennend onbep. vnw.     | keen      | keen       | keng      | keng     |     |
| mann./onzijd. bezitt. vnw. | säin      | säin       | seng      | seng     |     |
| vrouw./mv. bezitt. vnw.    | hiren     | hiert      | hir       | hir      | hir |

| datief                     |           |            |           |          |
|                            | enkelvoud | enkelvoud  | enkelvoud | meervoud |
| mannelijk                  | onzijdig  | vrouwelijk |           | meervoud |
| bepaald lidwoord           | dem       | dem        | der       | den      |
| aanw. vnw. (die)           | deem      | deem       | där       | deenen   |
| aanw. vnw. (deze)          | dësem     | dësem      | dëser     | dësen    |
| onbepaald lidwoord         | engem     | engem      | enger     | —        |
| ontkennend onbep. vnw.     | kengem    | kengem     | kenger    | kengen   |
| mann./onzijd. bezitt. vnw. | sengem    | sengem     | senger    | sengen   |
| vrouw./mv. bezitt. vnw.    | hirem     | hirem      | hirer     | hiren    |

### Bijvoeglijke naamwoorden

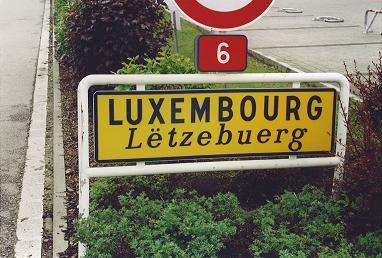
Plaatsnaambord van Luxemburg-stad in het Frans en het Luxemburgs

Bij het bijvoeglijke naamgebruik in het Luxemburgs spelen ook attributief en predicatief een aparte rol. Ook wordt er anders omgegaan met de vergrotende en verkleinende trap.

#### Predicatief en attributief gebruik
De morfologie van het Luxemburgs onderscheidt twee gebruiken van het bijvoeglijk naamwoord: attributief en predicatief. Predicatieve adjectieven staan steeds bij een koppelwerkwoord (zoals sinn, "zijn") en krijgen geen extra uitgang:
- De Mann ass grouss. (mannelijk; "De man is groot."; Limburgs: "De man is groeët.");
- D'Fra ass grouss. (vrouwelijk; "De vrouw is groot.");
- D'Meedchen ass grouss. (onzijdig; "Het meisje is groot.");
- D'Kanner si grouss. (meervoud; "De kinderen zijn groot."; Limburgs: "De kènjer zint groeët.").

Attributieve adjectieven staan voor het zelfstandig naamwoord dat ze beschrijven en krijgen een andere uitgang naargelang hun grammaticaal geslacht, getal en naamval:
- de grousse Mann (mannelijk);
- déi grouss Fra (vrouwelijk);
- dat grousst Meedchen (onzijdig);
- déi grouss Kanner (meervoud).

Merk op dat het bepaald lidwoord verandert wanneer er een attributief adjectief op volgt: vrouwelijk d' wordt déi (of di), onzijdig d' wordt dat en meervoud d' wordt déi.

#### Trappen van vergelijking

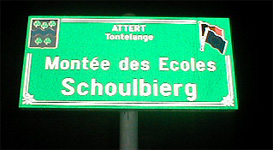
Tweetalig Frans-Luxemburgs bord in het Belgische Attert

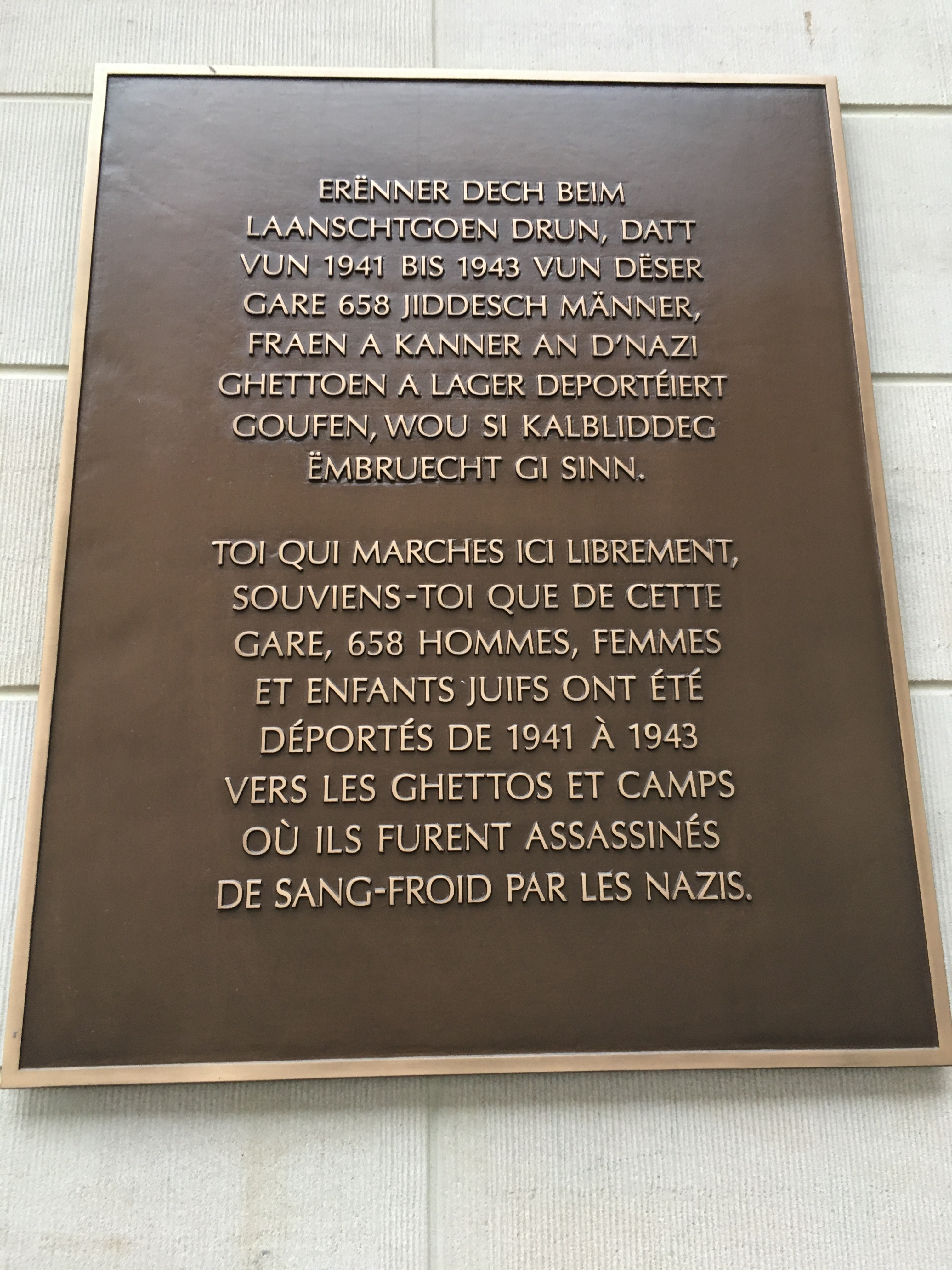
Tweetalige plaquette Luxemburgs-Frans aan het station van Luxemburg

De vergrotende trap wordt in het Luxemburgs meestal analytisch gevormd, dit wil zeggen dat het bijvoeglijk naamwoord in de regel onveranderd blijft (en dus geen -er krijgt, zoals in het Nederlands of Duits). Hij wordt daarentegen gevormd wordt door méi ("meer") voor de stellende trap te plaatsen (bijvoorbeeld schéin → méi schéin):
- Lëtzebuerg ass méi schéi wéi Esch. ("Luxemburg is mooier dan Esch."). (Limburgs: "Luxemburg is sjoeëner/sjonder wie Esch.")

Een uitzondering hierop vormen enkele versteende comparatieven, die niet meer aangevuld worden als trappen van vergelijking:
- eng eeler Dame ("een oudere dame");
- eng gréisser Firma ("een grotere / vrij grote firma").

De Overtreffende trap daarentegen wordt gewoonlijk synthetisch gevormd met de uitgang -st(en) (bijvoorbeeld schéin → schéinst). In attributieve positie gebruikt men uiteraard het beklemtoonde bepaald lidwoord en wordt de overtreffende trap verbogen:
- dee schéinste Mann ("de mooiste man"); (Limburgs: "de(r) sjoeënste man")
- déi schéinst Fra ("de mooiste vrouw").(Limburgs: "de sjonste vrouw, 't sjonste vrommesj")

Het predicatieve gebruik van de overtreffende trap herhaalt ofwel de attributieve structuur ofwel omvat het de bijwoordelijke constructie am + -sten (bv. schéin → am schéinsten), die ook in het Duits bestaat:
1. Lëtzebuerg ass dee schéinsten / deen allerschéinsten. ("Luxemburg is de mooiste / de allermooiste."; Limburgs: "Luxemburg is de(r)(aller)sjonste"; Brabants: "Luxemburg ist allerschonst"; West-Zeeuwschvlaams: "Luxemburg ist allerschoêhste"; Z.O.-Zeeuwschvlaams: "Luxemburg ist allerschuujhste"; Duits: Luxemburg ist der (aller)schönste.);
2. Lëtzebuerg ass am schéinsten. ("Luxemburg is het mooist."; Limburgs: "luxemburg is op zien sjonst."; Duits: Luxemburg ist am schönsten.)

Sommige veel gebruikte bijvoeglijke naamwoorden hebben bijzondere trappen van vergelijking:
- gutt, besser, am beschten ("goed, beter, best"; Duits: gut, besser, am besten);
- vill, méi, am meeschten ("veel, meer, meest"; Limb: "väöl, mieë, meist"; Duits: viel, mehr, am meisten);
- wéineg, manner, am mannsten ("weinig, minder, minst"; Duits: wenig, weniger/minder, am wenigsten/mindesten).

### Werkwoorden
Hierbij een opsomming van hoe het Luxemburgs omgaat met regelmatige en onregelmatige werkwoorden. Onderstaande een model hoe er met de regelmatige werkwoorden omgesprongen moet worden. Hetzelfde vindt plaats in het Limburgs.
| persoon                        | uitgang    |
| ------------------------------ | ---------- |
| ech (ik)                       | infinitief |
| du (jij)                       | stam + s   |
| hien, si, hatt (hij, zij, het) | stam + t   |
| mir (wij)                      | infinitief |
| dir (jullie)                   | stam + t   |
| si (zij)                       | infinitief |

#### Regelmatige werkwoorden
De vervoeging van regelmatige werkwoorden in het Luxemburgs lijkt erg op die van het Duits. Let erop dat de spelling stam – zoals in het Duits – altijd onveranderd blijft (dus: gewannen "winnen" → gewannt "wint"). Zoals bij de lidwoorden geldt de Eifeler regel: als het volgende woord begint met een medeklinker die niet h, n, d, z, ou t is, verdwijnt de eind-n. In de onderstaande tabel, twee veel voorkomende werkwoorden.
|                | wunnen ("wonen") | drénken ("drinken") |
| ech            | wunnen           | drénken             |
| du             | wunns            | drénks              |
| hien, si, hatt | wunnt            | drénkt              |
| mir            | wunnen           | drénken             |
| dir            | wunnt            | drénkt              |
| si             | wunnen           | drénken             |

#### Onregelmatige werkwoorden
In de onderstaande tabel, twee veel voorkomende werkwoorden met onregelmatige werkwoorden.
|                | sinn ("zijn") | hunn ("hebben") |
| ech            | sinn          | hunn            |
| du             | bass          | hues            |
| hien, si, hatt | ass           | huet            |
| mir            | sinn          | hunn            |
| dir            | sidd          | hutt            |
| si             | sinn          | hunn            |

Ook hier weer interessant om de overeenkomst met het Limburgs te zien:
|                                           | sinn ("zijn")    | hunn ("hebben") |
| ich                                       | bin              | hub/han         |
| doe [doe=du, enkel verschil schrijfwijze] | bis              | hubs/has        |
| hae, zie [zie=si], ut                     | is               | haet            |
| vier                                      | zint [zint=sint] | hubbe/hant      |
| gier                                      | zit              | hubt/hant       |
| zie [zie=si]                              | zint             | hubbe/hant      |

## Duits in Luxemburg
Het Duits dat in Luxemburg gebruikt wordt ("Luxemburger Hochdeutsch") onderscheidt zich door enkele opvallende begrippen van het Hoogduits in de Bondsrepubliek Duitsland. Daarnaast zijn er afwijkingen in de grammatica. In onderstaande tabel staan een aantal typische Luxemburgse uitdrukkingen:
| Luxemburgs Hoogduits                                           | Hoogduits                        | Nederlands                        |
| -------------------------------------------------------------- | -------------------------------- | --------------------------------- |
| amenagieren (< Fra. aménager)                                  | +/- einrichten, renovieren       | inrichten, renoveren              |
| 24 auf 24 (< Lux. 24 op 24)                                    | rund um die Uhr                  | de klok rond, (Vlaams) "24 op 24" |
| 7 auf 7 (< Lux. 7 op 7)                                        | täglich                          | dagelijks, (Vlaams) "7 op 7"      |
| Rond-point (< Fra.)                                            | Kreisverkehr                     | rotonde, (Vlaams) rondpunt        |
| jemandem anrufen (< Lux. engem uruffen)                        | jemanden anrufen                 | iemand bellen                     |
| Protokoll errichten                                            | Anzeige erstatten                | een klacht indienen               |
| dreimal nichts (< Fra. trois fois rien; Lux. dräi mol näischt) | gar nichts                       | helemaal niets, drie keer niks    |
| auf (dem) + bepaalde plaatsnamen (bv. auf (dem) Bridel)        | in + plaatsnamen (bv. in Bridel) | in + plaatsnamen                  |

Verdere aanduidingen over het gebruik van de Hoogduitse schrijftaal in Luxemburg zijn te vinden in het Variantenwörterbuch des Deutschen. Als bronnen dienden hierbij in het bijzonder krantenuittreksels uit de Duitstalige pers in Luxemburg, naast Luxemburgse websites.

## Enkele woorden
Een voorbeeld van enkele veel gebruikte woorden in het Luxemburgs.
| Luxemburgs                   | Limburgs                 | Nederlands  |
| ---------------------------- | ------------------------ | ----------- |
| Moien                        | Mörge                    | Goedendag   |
| Äddi                         | adieë/Saluu/Hoiie/Hajje  | Tot ziens   |
| wann ech gelift (Vaniskrift) | es uch beleef, estebleef | alstublieft |
| merci                        | merci/danke              | dank        |
| Lëtzebuerg                   | Luxembörg                | Luxemburg   |
| jo                           | jao                      | ja          |
| neen                         | nae/nein                 | nee(n)      |

## Franse invloed
Enkele leenwoorden uit het Frans.
| Frans          | Luxemburgs      | Limburgs                     | Nederlands                   |
| -------------- | --------------- | ---------------------------- | ---------------------------- |
| billet         | Billjee         | kaertje                      | kaartje (biljet)             |
| saucisse       | Zossiss         | sossis / wuërst              | worst(je) (saucijs)          |
| prison         | Prisong         | perzong / kietje / kasjot    | gevangenis                   |
| valise         | Wallis          | velies / koffer              | koffer (valies)              |
| pompiers       | Pompjeeën       | brandwaer                    | brandweer                    |
| merci beaucoup | villmools merci | merci / herstikke bedankt(j) | hartelijk bedankt            |
| enseignement   | Enseignement    | óngerwies                    | onderwijs                    |
| exception(s)   | Exceptioun(en)  | oetzunjering / oetzonnering  | uitzondering(en)/exceptie(s) |

### Inleidingen tot de spelling
- (lb)  Mir léiere Lëtzebuergesch schreiwen ("Wij leren Luxemburgs schrijven")
- (lb)  Introduction à l'orthographe luxembourgeoise – Lulling / Schanen (pdf) (1,20 MB)
- (fr)  Réforme du système officiel d'orthographe luxembourgeoise – Artikel uit het Luxemburgse staatsblad met officiële richtlijnen over de spellinghervorming van 1999

### Voorbeeldteksten
- (lb)  Voorbeeldtekst: De Max an de Miz
- (lb)  Universele verklaring van de rechten van de mens

### Meer informatie over de taal
- (nl)  Samenvatting van het Luxemburgs (pdf)
- (en)  Luxembourg – A linguistic puzzle (van het Luxemburgse bureau voor toerisme)
- (es)  Taalkundige beschrijving van het Luxemburgs, met o.m. spraakkunst
- (fr)  Linguistica Luxemburgensia: webstek met informatie over het Luxemburgs en over de taalkundige situatie in het groothertogdom
- (de)  BiblioLux: bibliografie over de Luxemburgse taalkunde (Universiteit Trier, Forschungsstelle für Sprachen und Literaturen Luxemburgs (FSL))

### Spellingcontrole
- (lb)  Spellchecker.lu – gratis spellingcorrector voor het Luxemburgs
- (fr)  Spellchecker CORTINA – de eerste spellingcorrector voor het Luxemburgs (Jérôme Lulling/Mousel)

### Woordenboeken
- (fr)  www.dico.lu – Dictionnaire luxembourgeois-français
- (fr)  Luxdico.com online Luxemburgs woordenboek (24.000), Jérôme Lulling / Schanen (2003- )

### Onderzoekscentra
- (fr)  Institut de langue et de littératures luxembourgeoises (Université du Luxembourg)
- (de)  Luxemburgistik: Forschungsstelle für Sprachen und Literaturen Luxemburgs
- (fr)  Institut Grand-Ducal Section de Linguistique, d’Ethnologie et d’Onomastique
- (en)  Centre for Luxembourg Studies (University of Sheffield, GB)